# 芬蘭—俄羅斯邊界

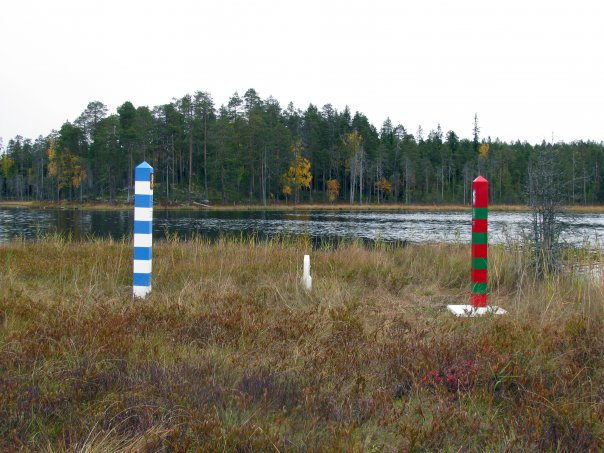
芬蘭最東端一座湖泊旁，樹立著兩國的界標，藍白相間為芬蘭、紅綠相間為俄國，中間白色矮柱為實際的國界標

芬蘭－俄羅斯邊界是芬兰和俄罗斯之间的边界，它大致呈現南北走向，全長約约1,340 km（830 mi） 兩國邊界區主要是无人居住的北方針葉林地帶以及人口稀少的农村。該邊境也是欧盟的外部边界。
兩國的边境口岸由芬兰边防警卫队和俄罗斯边防军控制和巡逻。如果有人跨越芬俄邊界時需要出示相應證件（例如签证）。 瓦利马和努伊亚马兩地設有边境检查站。
芬蘭加入北約後，芬兰开始在芬蘭—俄羅斯邊界竖起了第一段铁围栏。围栏高3米，顶部装有带刺铁丝网。2026年左右完成全部围栏建设。
2023年11月18日至2024年2月中，芬兰关闭四个同俄罗斯接壤的边境点。11月24日零时起至12月23日再度关闭与俄罗斯接壤的三个东部边境口岸。11月30日零时起至12月13日，芬蘭关闭与俄罗斯接壤的所有边境口岸。12月12日，芬兰政府宣布于14日起有限开放与俄罗斯接壤的两个边境口岸，有效期至2024年1月14日。12月14日，两个边境口岸開放数小时后，芬兰政府决定再次关闭所有与俄罗斯的边境口岸。原定的關閉有效期維持不變。
2024年1月11日，芬蘭政府宣布東部邊境關閉至2月11日。